# Contingenza
La contingenza in filosofia è la caratteristica attribuita all'ente la cui esistenza è ritenuta non necessaria, ma nello stesso tempo non impossibile: la sua realtà non può essere dimostrata una volta per tutte, ma neppure negata definitivamente.

## Aristotele
Nella logica di Aristotele il contingente (ενδεχòμενoν, endechòmenon) è definito come l'opposto del necessario (ἀναγκαῖον, anankaíon), per cui vi sono enunciati nel ragionamento sillogistico che possono essere insieme affermati o negati. 
In campo metafisico la contingenza riguarda quegli eventi che il soggetto agente ha messo in atto scegliendo arbitrariamente le caratteristiche della loro esistenza che è in un certo modo ma che sarebbe potuta essere in modo diverso. La contingenza, in questo senso, si oppone alla necessità della essenza che non muta e permane sempre identica a se stessa.

## La contingenza nel pensiero medioevale
Nel pensiero medioevale la contingenza riguarda tutte le creature che devono la loro esistenza a Dio, unico essere necessario. 
Anche secondo Tommaso d'Aquino, la contingenza è una proprietà di tutta la creazione che nasce dal nulla per opera della libera scelta di un Dio intelligente, amorevole e personale. Tuttavia, Dio non è l'unico essere necessario; tutte le creature prive di materia (come gli angeli) non hanno la potenza a non essere, non possono non essere: in altre parole, esistono necessariamente e sono immortali (Summa contra Gentiles II 30).
Per gli appartenenti alla scuola di pensiero francescana, come Duns Scoto e Occam, il creato è per sua natura contingente, cioè precario. Le leggi di natura, apparentemente necessarie, in effetti sono contingenti in quanto dipendono dalla volontà di Dio che le ha liberamente stabilite e che quindi, può anche sospendere e mutare, per sua libera scelta, il corso fino ad allora definito degli eventi naturali.
Gli scolastici invece riprendono la concezione aristotelica di Avicenna per cui gli enti, considerati in se stessi sono contingenti, possibili, ma, rispetto alla causa che li ha creati, partecipano della sua necessità. La necessità dell'ente creatore si riverbera sugli enti da lui creati.

## Leibniz e Spinoza
Il problema del rapporto tra contingenza e necessità venne sviluppato in tutto il pensiero moderno sino alla originale soluzione di Leibniz il quale distingue inizialmente quelle che chiama verità di fatto dalle verità di ragione. Se io, ad esempio, dico «Cesare passò il Rubicone» mi trovo di fronte ad una verità di fatto contingente, nel senso che, se sono ignorante di storia romana o se ho altre fonti dell'avvenimento, posso pensare, senza entrare in una contraddizione logica, che Cesare non abbia passato il Rubicone.
Ma se io dico: «Il triangolo ha la somma degli angoli interni eguale a 180°», stavolta esprimo una verità di ragione, un'affermazione necessaria, nel senso che una volta primariamente affermata (o negata), non può più essere negata (o affermata).
Questa distinzione delle verità di fatto e delle verità di ragione non vale, secondo Leibniz, per Dio dove ambedue convergono così come accade nella concezione panteistica di Spinoza.
Il filosofo olandese sosteneva infatti che in Dio, definito come sostanza causa sui venisse a coincidere tutto il creato (Deus sive Natura) che risultava, nella sua totalità, perfetto come è perfetto Dio.

## Kant e Hegel
Per Kant la contingenza e il suo opposto, la necessità, sono categorie della modalità nell'Analitica dei concetti della Critica della ragion pura. Per il filosofo di Königsberg l'essenza noumenica di Dio lo rende trascendente e perfetto rispetto alla natura fenomenica e contingente.
Opposta la visione hegeliana che tratta il problema della contingenza nella Scienza della logica (Libro II: Dottrina dell'essenza), dove nega la trascendenza divina di un Assoluto che invece coincide con il mondo, vive nel mondo: l'Assoluto come unione di finito ed infinito ed opposizione di finito ed infinito.

## Pensiero contemporaneo
Nella filosofia contemporanea il filosofo che ha trattato specificatamente il tema della contingenza è stato Émile Boutroux. Dopo averne discusso nell'epistemologia, Boutroux ha esteso la sua concezione alle leggi di natura, dando così vita alla corrente del contingentismo, secondo la quale gli eventi naturali si evolvono in modo imprevedibile e secondo linee assolutamente non definite ma libere, per cui le leggi scientifiche non possono pretendere di essere necessarie, prescrittive, ma al contrario, sono contingenti poiché si limitano a descrivere, di volta in volta, ciò che accade.